# 琳恩·雷德格雷夫
琳恩·蕾切爾·雷德格雷夫（英語：Lynn Rachel Redgrave，1943年3月8日—2010年5月2日），英国和美国女演员。曾获得金球奖最佳音乐及喜剧类电影女主角。